# Konradów
Konradów [pronunciación en polaco: /kɔnˈraduf/] es un pueblo en el distrito administrativo de Gmina Kodrąb, dentro del Distrito de Radomsko, Voivodato de Łódź, en Polonia central. Se encuentra aproximadamente 7 kilómetros al oeste de Kodrąb, 7 kilómetros al noreste de Radomsko, y 77 kilómetros al sur de la capital regional, Łódź.